# Ebru Ceylan
Ebru Ceylan (* 26. Januar 1976 als Ebru Yapıcı in Ankara) ist eine türkische Drehbuchautorin, Fotografin, Szenenbildnerin und Schauspielerin. Internationale Bekanntheit erlangte sie insbesondere durch die Mitarbeit an den preisgekrönten Spielfilmen ihres Ehemanns Nuri Bilge Ceylan. Zuvor war sie als Kurzfilmregisseurin aktiv gewesen.

## Leben
Ebru Ceylan wurde als Ebru Yapıcı geboren und begann schon früh, sich für Fotografie zu interessieren. Sie begann daraufhin im Jahr 1992 in ihrer Geburtsstadt in Zusammenarbeit mit der Ankara Fotoğraf Sanatçıları Derneğ (AFSAD) ein Studium der Fotografie.
Im Jahr 2001 beendete sie ein Filmstudium an der staatlichen Marmara-Universität in Istanbul. Daran schloss sich von 2001 bis 2004 in derselben Stadt ein Masterstudium an der Filmfakultät der Mimar Sinan Üniversitesi an, wo zuvor auch ihr Ehemann studiert hatte.
Ebru Ceylan ist mit Nuri Bilge Ceylan verheiratet. Das Paar hat einen Sohn.

## Karriere
Ebru Ceylans fotografische Arbeiten wurden laut eigenen Angaben in der Vergangenheit preisgekrönt und in Einzel- und verschiedenen Gruppenausstellungen in der Türkei und in Europa ausgestellt. Auch verfasste sie Kurzgeschichten und Artikel für Literatur- und Kunstmagazine und verfolgt weiterhin eine eigenständige Karriere in den Bereichen Fotografie, Film und Videokunst.
Im Jahr 1998 stellte sie den sechsminütigen Kurzfilm Kıyıda (internationaler Titel: On the Edge) fertig. Die Geschichte über eine Familie, die am Rande einer Großstadt lebt, wurde zum Kurzfilmwettbewerb um die Goldene Palme des 51. Filmfestivals von Cannes eingeladen. Ein Jahr später folgte mit Çukurda (In the Pit, 1999) eine weitere Kurzfilmarbeit.
Im Jahr 2002 gehörte Ebru Ceylan, damals noch unter ihrem Geburtsnamen Yapıc, dem Schauspielensemble von Nuri Bilge Ceylans vielfach preisgekröntem Spielfilm Uzak – Weit an. Im letzten Teil einer Trilogie über die Unterschiede zwischen Land- und Großstadtleben sowie die zwischenmenschlichen Beziehungen in der Türkei in Zeiten von Rezession war sie auch für das Szenenbild verantwortlich. Vier Jahre später übernahm sie gemeinsam mit ihrem Ehemann auch die Hauptrollen in dessen Spielfilm Jahreszeiten – İklimler (2006). In drei Episoden wird der schleichende Zerfall einer Beziehung thematisiert. Ebru Ceylan wurde im selben Jahr als beste Darstellerin für den Preis der türkischen Filmkritikervereinigung (Sinema Yazarları Derneği – SİYAD) nominiert. Nuri Bilge Ceylan war dagegen selbst nicht überzeugt von der Erfahrung als Schauspieler und kritisierte, dass er dadurch weniger Kontrolle über den Film hätte. Es war das letzte Mal, dass Ebru Ceylan vor der Kamera zu sehen war.
In Nuri Bilge Ceylans folgenden Spielfilmen Drei Affen (2008), Once Upon a Time in Anatolia (2011) und Winterschlaf (2014) trat Ebru Ceylan weiterhin als seine Co-Drehbuchautorin in Erscheinung, zum Teil gemeinsam mit Ercan Kesal. Alle genannten Filme liefen im Hauptwettbewerb des Filmfestivals von Cannes, wobei Winterschlaf mit dem Hauptpreis Goldene Palme ausgezeichnet wurde. Das Paar wurde im selben Jahr als Drehbuchautoren für den Europäischen Filmpreis nominiert.
Laut Angaben ihres Ehemanns habe Ebru Ceylan volles Mitspracherecht an den Drehbüchern zu seinen Spielfilmen. Auch bezeichnete er sie in der Vergangenheit als seine größte Kritikerin. Oft würde das Paar nächtelang über die Inhalte der Skripte debattieren. Laut Nuri Bilge Ceylan würden beide unabhängig voneinander Dialoge für eine Filmszene vorbereiten. In den meisten Fällen entstünde dann aus beiden Versionen der finale Dialog für die Schauspieler oder sie würden gemeinsam einen neuen Entwurf ausarbeiten.
Obwohl Ebru Ceylan nach dem großen Erfolg von Winterschlaf die Arbeit mit ihrem Ehemann beenden wollte, trat sie weiterhin als Co-Autorin an The Wild Pear Tree (2018) und Auf trockenen Gräsern (2023) in Erscheinung, ergänzt von Akın Aksu. Dreimal gewann sie mit ihrem Ehemann den Drehbuchpreis der türkischen Filmkritikervereinigung SİYAD. 
Im Jahr 2024 wurde sie in die Jury des Hauptwettbewerbs des 77. Filmfestivals von Cannes berufen.

## Filmografie
- 1998: Kıyıda (Kurzfilm) – Regie
- 1999: Çukurda (Kurzfilm) – Regie
- 2002: Uzak – Weit (Uzak) – Darstellerin, Szenenbild
- 2006: Jahreszeiten – İklimler (İklimler) – Darstellerin, Szenenbild
- 2008: Drei Affen (Üç maymun) – Drehbuch, Szenenbild
- 2011: Once Upon a Time in Anatolia / Es war einmal in Anatolien (Bir Zamanlar Anadolu’da) – Drehbuch
- 2014: Winterschlaf (Kış Uykusu) – Drehbuch
- 2018: The Wild Pear Tree / Der wilde Birnbaum (Ahlat Ağacı) – Drehbuch
- 2023: Auf trockenen Gräsern (Kuru Otlar Üstüne) – Drehbuch

## Auszeichnungen (Auswahl)
- 2011: Drehbuchpreis der Türkischen Filmkritikervereinigung (SİYAD) – Once Upon a Time in Anatolia (gemeinsam mit Nuri Bilge Ceylan und Ercan Kesal)
- 2018: Drehbuchpreis der Türkischen Filmkritikervereinigung (SİYAD) – The Wild Pear Tree (gemeinsam mit Nuri Bilge Ceylan und Akın Aksu)
- 2023: Drehbuchpreis der Türkischen Filmkritikervereinigung (SİYAD) – Auf trockenen Gräsern (gemeinsam mit Nuri Bilge Ceylan und Akın Aksu)